# Прогноз (месторождение)
Прогноз — месторождение серебра в Якутии в 445 км к северу (ССВ) от города Якутска и в 32 км к юго-востоку от села Барылас, центра Барыласского наслега. Расположено в междуречье рек Сартанг и Нельгесе, с центром в верховьях речки Сытыган
Открыто Бадархановым в начале 1980-х годов. Является одним из крупнейших месторождений серебра, его запасы составляют 43 % от объёма серебра в Якутии.
Общее количество серебра в месторождении оценивается в 4368 тонн.

## История
Первые данные по серебрённому полиметаллическому оруденению на Прогнозе были получены во время геологического картирования, проведённого Центральной Геологоразведочной Экспедицией с 1968 по 1971 г. С 1973 по 1977 г. на объекте было проведено дополнительное геологическое картирование, а также расширенная программа буровых работ, состоявшая из опробования грунта по двум сеткам (250×100 м и 250×50 м) и 6500 м канав. Геологоразведка дала положительные результаты: были обнаружены 11 минерализованных зон с высокими содержаниями серебра, свинца и цинка. С 1987 по 1990 г. Янская Геологоразведочная Экспедиция провела доразведку с целью определения минерального состава и основных параметров минерализованных зон. С 1990 по 1998 г. Прогноз изучался «Янгеологией» с проходкой дополнительных канав, керновым бурением, опробованием грунта и коренных пород, а также геофизической разведкой.
По состоянию на 2007 год, владельцем месторождения являлось ООО «Прогноз-Серебро»; месторождение не разрабатывалось.
В 2008 году 50 % месторождения собиралась купить канадская компания «High River Gold». Однако, затем компания отказалась от сделки.